# Chapadeiros
Chapadeiros são os integrantes de uma população tradicional que vive nas encostas e vales das chapadas e outras regiões de campos de altitudes onde desenvolvem atividades de agricultura familiar e de extrativismo de baixo impacto. 
As populações chapadeiras podem ser encontradas nas localidades situadas na Chapada Diamantina, região situada entre as bacias dos rios São Francisco e Paraguaçu e na Chapada do Araripe (região Nordeste do Brasil), da Chapada dos Veadeiros (região Centro-Oeste do Brasil) e das chapadas do Alto Jequitinhonha (Minas Gerais). 
Em 2007, os povos tradicionais foram reconhecidos oficialmente por decreto do Governo do Brasil e foi estabelecida uma política pública de desenvolvimento sustentável das comunidades tradicionais de caráter nacional: a PNPCT. Desde então, os chapadeiros também passaram a se enquadrar formalmente na PNPCT.

## Organização social e comunitária
A organização comunitária e o modo de vida chapadeiro está diretamente relacionados com o estabelecimento de suas práticas socioculturais e econômicas há várias gerações, com famílias ultrapassando mais de um século de vivência nessas regiões, em interação dos recursos naturais e paisagísticos das chapadas centrais situadas no Brasil, práticas que se caracterizam por serem de baixo impacto, o que as tornariam compatíveis com os padrões de sustentabilidade.
O isolamento das populações chapadeiras fez com que elas desenvolvessem formas dialetais e expressões que remontam ao português arcaico do período do Brasil Colonial e de práticas comerciais baseadas no escambo (o "fazer rolo") ainda comuns a despeito da modernização das relações sociais pela urbanização, como é possível identificar em comunidades vazantes do Velho São Francisco.

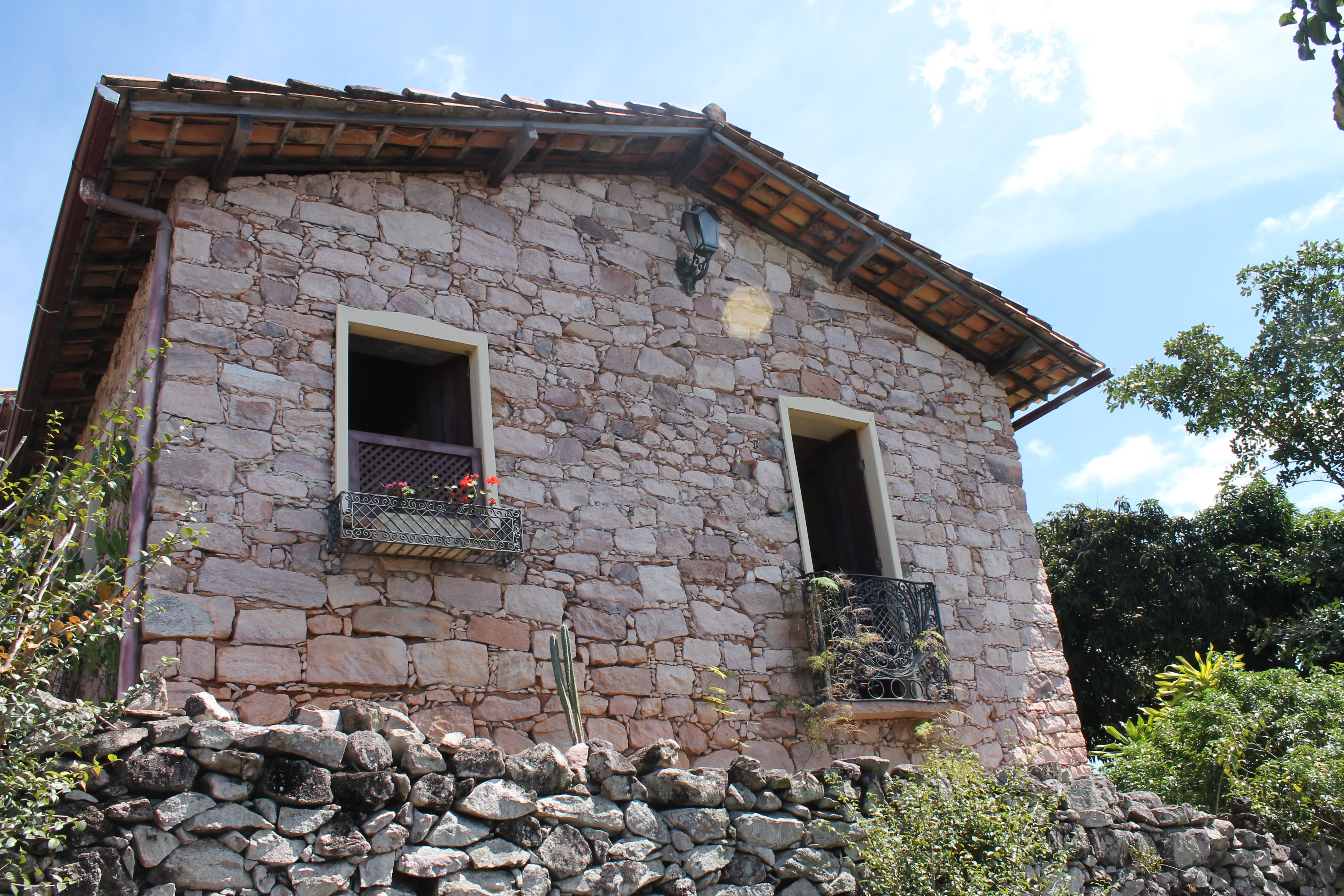
Museu Vivo do Garimpo (Mucugê, BA): uma construção arquitetônica contemporânea que reproduz a arquitetura oitocentista chapadeira na Bahia.

Por se encontrarem historicamente isoladas dos centros urbanos, tiveram forte influência de populações indígenas e quilombolas situadas em seu entorno, e também de tropeiros e vaqueiros que as visitavam. Elas compõem uma hibridização cultural envolvendo habitantes de diversos biomas ou âmbitos socioterritoriais e culturais, tais como o geraizeiro, o catingueiro, o veredeiro, além das comunidades de fundo e fecho de pasto situadas em regiões de chapada. Daí haver a frequente confusão delas com outras populações tradicionais ou, até mesmo, a existência de uma visão reducionista que as associam com simples comunidades rurais.
Um exemplo ilustrativo dessa visão reducionista produzida pelos habitantes das capitais e dos grandes e médios centros urbanos pode ser encontrada na edição de 1948 da Revista Brasileira de Geografia, editorada pelo IBGE, na qual o verbete "chapadeiro" é definido nos seguintes termos: "O mesmo que caipira, tabaréu, matuto. Tratando dêste vocábulo, em sua Toponímia geográfica de origem brasílico-indígena em Mina Gerais, NÉLSON DE SENA escreve que, em Minas, se diz chapadeiro o solo áspero e batido em socalcos de chapadas, freqüente nos sertões do extremo-oeste e noroeste mineiros.".
Além dos levantamentos realizados por pesquisadores de comunidades tradicionais pelo interior do Brasil, onde se identificam comunidades que se auto-atribuem essa identificação, a identidade chapadeira vem sendo reivindicada por diversas personalidades públicas nascidas ou descendentes de nativos das regiões chapadeiras, em colunas e entrevistas que expõem sua percepção identitária.

## Reconhecimento oficial

### Nível federal
Em 2007, Governo do Brasil reconheceu os povos tradicionais, entre eles os povos chapadeiros, por meio da Política Nacional de Desenvolvimento Sustentável das Comunidades Tradicionais (PNPCT) disciplinada pelo Decreto nº 6.040 daquele ano.
Deste modo, houve uma ampliação de reconhecimento já feito parcialmente durante a Constituição de 1988 que contemplou os povos indígenas e os quilombolas, agregando outros povos tradicionais, a saber: andirobeiro, caatingueiro, caiçara, castanheira, catador de mangaba, cigano, cipozeiro, extrativista, faxinalense, fundo e fecho de pasto, geraizeiro, ilhéu, isqueiro, morroquiano, pantaneiro, pescador artesanal, piaçaveiro, pomerano, povos de terreiro ou povos de santo, quebradeira de coco-babaçu, retireiro, ribeirinho, seringueiro, vazanteiro e, veredeiro.. 
Todas as políticas públicas decorrentes da PNPCT impactarão diretamente o conjunto dessas populações tradicionais, levando em conta a interação das atividades econômicas, sociais e culturais delas com os elementos da natureza.

### Nível estadual
O Estado da Bahia vem reconhecendo a identidade chapadeira por meio de diversos atos oficiais, com destaque para a lei estadual nº 10.705, de 14 de novembro de 2007, que reconheceu a Chapada Diamantina como um dos territórios de identidade que formam o estado. Neste território, as populações chapadeiras coexistem com uma diversidade de povos indígenas, quilombolas (mais de 80 quilombos) e comunidades de fundo e fecho de pasto situadas na região.

## Comemoração

### Bahia
Desde 2017, o Estado da Bahia reconhece o dia 11 de abril como o Dia da Chapada Diamantina, data de comemoração da identidade chapadeira que integra o calendário oficial de eventos baianos. Celebrada desde a década de 1960, esta data foi escolhida após uma reivindicação popular feita por abaixo-assinado envolvendo habitantes dos municípios de Seabra, Lençóis, Palmeiras, Iraquara, Andaraí e Barra da Estiva.